# Дженніфер Раш
Дженніфер Раш (англ. Jennifer Rush), справжнє ім'я — Гайді Штерн (Heidi Stern), 28 вересня 1960, Нью-Йорк, США) — американська попспівачка німецького походження, яка здобула популярність своєю піснею «Сила кохання» (The Power Of Love [Архівовано 9 липня 2020 у Wayback Machine.]). У середині 1980-х вона досягла успіху в Європі, Латинській Америці і Південній Африці.

## Життвєпис
Гайді Штерн народилася в Нью-Йорку, згодом переїхала до Німеччини. Свій перший контракт з компанією CBS вона підписала 1979 року і перша грамплатівка вийшла з її справжнім прізвищем — «Гайді Штерн» (Heidi Stern). Цей альбом, як і наступний «Сьогодні ввечері» (Tonight), особливого успіху не мали.
У 1983 році вона почала записуватися під псевдонімом Дженніфер Раш. Перші дві пісні «У моїх мріях» (Into My Dreams) i «Дай мені свою руку» (Come Give Me Your Hand) появилися на радіо й у списках шлягерів. Популярність у Європі прийшла до неї в 1984 році з піснями «25 коханців» (25 Lovers) і «Кільце з льоду» (Ring of Ice). Цього ж року вийшла нова платівка з назвою «Дженніфер Раш».
На верхні позиції списків світових шлягерів Раш потрапила тільки після виходу своєї п'ятої грамплатівки. Цей успіх їй забезпечила пісня «Сила кохання» (The Power Of Love), яка вийшла 1985 року як міні-альбом. У США диск мав помірний успіх, однак у Великій Британії за 5 тижнів він очолив список продажів мініальбомів і був уписаний до «Книги рекордів Гіннеса» як найпродаваніший в історії цієї країни. Наприкінці 1980-х досягли успіху її альбоми «Серце вище ніж розум» (Heart over Mind, 1987), «Пристрасть» (Passion, 1988) і «Крила бажання» (Wings of desire, 1987).
У 1992 році Раш підписала новий рекордний контракт, цього разу зі студією EMI, для якої вона записала три альбоми з новими піснями й альбом з найбільшими хітами: «Дженніфер Раш 92» (Jennifer Rush 92, 1992), «Понад мої сили» (Out of my hands, 1995) і «Кредо» (Credo, 1997). 
1998 року вона залишила шоу-бізнес і присвятила себе вихованню дочки, яку народила в 1993 році.

## Дискографія
- 1984 — Jennifer Rush
- 1985 — Movin'
- 1987 — Heart Over Mind
- 1988 — Passion
- 1989 — Wings of Desire
- 1991 — The Power of Jennifer Rush
- 1992 — Jennifer Rush
- 1995 — Out of My Hands
- 1997 — Credo
- 1998 — Classics
- 2007 — Stronghold — The Collector's Hit Box
- 2010 — Now Is the Hour